# František Hertl
František Hertl (18. dubna 1906 Zbůch u Plzně – 23. února 1973 Praha) byl český kontrabasista, skladatel, hudební pedagog a dirigent

## Život
Otec, který byl venkovským kapelníkem, naučil Františka Hertla v dětství hrát na housle i jiné nástroje a seznamoval ho s lidovými písněmi a tanci. Z Františkových čtyř sourozenců Rudolf Hertl (1908–1962) se stal vynikajícím flétnistou. Po úspěšně absolvované zkoušce v oboru hry na housle na pražské konzervatoři na doporučení profesora Františka Černého vystudoval u něj Hertl v letech 1920–1926 hru na kontrabas. Poté byl v Lublani dva roky 1. kontrabasistou Národního divadla a pedagogem školy organizace Glasbena matica (Hudební matice). Po vojenské službě u vojenské hudby v Chebu v letech 1928–1929 získal v konkurzu místo 1. kontrabasisty České filharmonie, které zastával do roku 1935. Souběžně studoval dirigování u Václava Talicha jako jeden z jeho prvních žáků na mistrovské škole pražské konzervatoře. V letech 1935–1953 byl 1. kontrabasistou nynějšího (2020) Symfonického orchestru Českého rozhlasu (do r. 1938 orchestr Radiojournalu) a zároveň (do roku 1951) kontrabasistou a uměleckým vedoucím Českého noneta, pro které upravil řadu skladeb (Smetanovy České tance, Dvořákovu Serenádu op. 44 aj.) a v němž působil ve stejných funkcích ještě v letech 1964–1966. Své hudební vzdělání si doplnil v letech 1946–1948 studiem skladby u Jaroslava Řídkého na mistrovské škole pražské konzervatoře. Byl klíčovou osobou při vzniku Pražského komorního orchestru, který vznikl roku 1951 ze členů Symfonického orchestru Československého rozhlasu a v jeho počátcích býval Hertl při nahrávání v rozhlase i jeho dirigentem. Podle jmenovací listiny byl František Hertl dnem 1. 10. 1953 ustanoven "zástupcem uměleckého vedoucího hudebních rozhlasových těles brněnské stanice (Československého rozhlasu) s určením pro brněnský estrádní orchestr" (známý jako Brněnský estrádní rozhlasový orchestr), s nímž, ale také s Velkým smyčcovým orchestrem aj. do roku 1962 pořídil mnoho nahrávek, dosud (2020) uložených ve zvukovém archivu Českého rozhlasu.
Hertl začal pedagogicky působit jako zástupce profesora kontrabasové hry Oldřicha Šorejse na pražské konzervatoři v roce 1950, po roce byl jmenován řádným profesorem hry na kontrabas a komorní hry a později i dirigování. V roli dirigenta zvýšil uměleckou úroveň symfonického i komorního orchestru této školy. Vedl také Komorní sdružení profesorů konservatoře v Praze hrával i s jinými soubory, zejména se smyčcovými kvartety Ondříčkovým, Pražským a Peškovým Praze a Janáčkovým v Brně, kde byl v letech 1951–1961 profesorem Janáčkovy akademie múzických umění. Po smrti O. Šorejse v roce 1953 vyučoval do konce života také na pražské Akademii múzických umění, kde v roce 1967 založil studentský soubor Akademičtí komorní sólisté, který je dosud (2020) činný. Byl mezinárodně uznávaným pedagogem, který se zasloužil o zdokonalení technické úrovně kontrabasové hry, čemuž napomáhaly i jeho pedagogické práce, zejména Škola hry na kontrabas, která vyšla v šesti vydáních a 20 studií pro kontrabas. Jeho žáky byli Václav Fuka, Jiří Bortlíček, Pavel Horák a další vynikající kontrabasisté. Hertlovo skladatelské dílo obsahuje především množství úprav lidových písní a tanců a oddechovou hudbu, úpravy děl českých i zahraničních skladatelů pro různá obsazení, ale i několik desítek vlastních závažných komorních a symfonických skladeb.

## Dílo (výběr)

### Orchestrální skladby
- Česká suita (1940)
- Dramatická předehra (1945)
- Česká předehra (1947)
- České tance (1947)
- Symfonické scherzo (1950)

### Koncertantní skladby
- Tarantela pro flétnu a orchestr (1950)
- Symfonieta pro hoboj a malý orchestr (1956)
- Koncert pro kontrabas a malý orchestr (1957)
- Koncertino pro trubku a smyčcový orchestr (1967)

### Komorní skladby
- Sonatina pro flétnu a klavír (1948)
- Sonáta pro kontrabas a klavír (1946)
- Sonáta pro violoncello a klavír (1958)

### Populární hudba
- Estrádní suita (1953)
- Groteska pro fagot a orchestr (1957)
- Jarní nálada (1959)